# Афонтова гора
Афонтова гора — археологическая группа из пяти стоянок позднего палеолита.
Расположена в России у города Красноярска, на левом берегу Енисея.

## История изучения стоянок Афонтовой горы
Археологические исследования на Афонтовой горе начал в 1884 году И. Т. Савенков. 3 августа 1884 года ему удалось найти изделие, форма которого могла свидетельствовать о палеолитическом возрасте памятника. Девять лет И. Т. Савенков наблюдал за разрезами по выработке кирпичной глины и зоной строительства железной дороги, на участке, впоследствии получившем название Афонтова гора I. Находки залегали на глубине от 1,2—1,5 до 1,7—1,9 метров.
В 1880—1890-е годы И. И. Савенковым была собрана коллекция из полутора тысяч экземпляров фауны и двухсот пятидесяти «древних изделий». Возможно, в это число входили и сборы с участков, названных позднее Афонтова гора III и IV и, возможно, II. В 1896 и 1899 годах на Афонтовой горе проводил сборы каменных орудий и ископаемых костей французский исследователь барон Жозеф де Бай (1853—1931).
В 1892 году И. Т. Савенков представил результаты своих археологических исследований участникам II Международного антропологического конгресса в Москве.
В первое десятилетие XX века местные исследователи неоднократно предпринимали очень ограниченные работы на Афонтовой горе как по своей инициативе, так и по поручению ИРГО. В 1910—1913 годы сборы палеонтологического материала со склонов Афонтовой горы в районе дачи и библиотеки Г. В. Юдина проводил В. И. Громов. Летом 1914 года раскопки у нефтяного склада проводит И. Т. Савенков. Им было заложено шесть раскопов общей площадью 169 м². После смерти И. Т. Савенкова подъёмные сборы и небольшие раскопки предпринимались А. Я. Тугариновым (1919 год, Афонтова гора II, участок 5), Г. П. Сосновским (1919 год, Афонтова гора II, участки 1, 3), Г. Мергартом (1920 год, Афонтова гора II, участок 5), а также В. И. Громовым, С. М. Сергеевым, Н. К. Ауэрбахом.
В 1923 году Н. К. Ауэрбаху и Г. П. Сосновскому удалось организовать раскопки Афонтовой горы II на участке 2 («основном»), где был зафиксирован выход культурного слоя большой мощности. Здесь был заложен раскоп площадью 38 м², вскрытый на глубину до 13 метров. Результатом этих работ стала коллекция, в составе которой только каменных и костяных изделий насчитывалось более 250 единиц. В 1923 и 1924 годах на Афонтовой горе II найдены антропологические остатки двух особей вида Homo sapiens: 2-й ложнокоренной зуб подростка 11—15 лет, а также обломки левой лучевой, локтевой, плечевой костей и фаланга взрослого человека. В 1924 и 1925 годах на участке 2 было вскрыто 42 и 28 м². Раскопками руководили Н. К. Ауэрбах, В. И. Громов и, частично, Г. П. Сосновский. Только с участка 2 было получено около 50 каменных орудий из верхнего культурного слоя, 450 каменных и 26 костяных орудий, 20 тысяч отщепов, около 250 пластин и микропластин, фаунистические остатки 27 видов животных и кости человека.
В 1925 году Н. К. Ауэрбах и В. И. Громов предприняли раскопки Афонтовой горы III, на площади нефтяного склада, у бывших усадеб акционерных обществ «Нобель» и «Волга». Была вскрыта площадь в 100 м² на участках 7—14. Найдено около 900 каменных и 146 костяных орудий, две тысячи костей. В 1926—1929 годах раскопки стоянок сворачиваются, основное внимание уделяется безуспешным попыткам сохранить их от застройки и разрушения.
В 1937 году Афонтова гора стала одним из пунктов осмотра участниками сибирской экскурсии 17-го Международного геологического конгресса. В разрезе Афонтовой горы II французским археологом Ш. Фромаже был найден фрагмент черепа человека, а китайским археологом Пей Вэнь-Чжуном — подвески из трубчатых костей птиц.
В 1970—1980-е годы район Николаевки был почти полностью застроен. Единственным местом, где была возможность организовать раскопки были южный и северо-восточный склоны горы у библиотеки Г. В. Юдина (Афонтова гора II).
С 1992 года на стоянке Афонтова гора II проводил археологические исследования Е. В. Артемьев. В результате исследований 1992—2006 годов получена представительная коллекция изделий из кости, рога и бивня, украшения (подвески из зубов мелкого хищника), представительная коллекция каменных орудий.
В 1996 году при строительстве подземных гаражей по Сопочной улице (микрорайон Николаевка) найдены единичные артефакты палеолитического облика. Местонахождение получило название Афонтова гора V. В 1997 году Е. В. Артемьев проводил археологические исследования на новом памятнике. В результате обнаружена коллекция каменного инвентаря и фауны. Радиоуглеродное датирование позволило соотнести эти материалы с каргинским временем (28 000 — 32 000 л. н.).
В результате археологических исследований по уточнению границ Афонтовой горы II в зоне строительства 4-го моста через Енисей в 2011—2013 годах (Артемьев Е. В.) были получены данные, свидетельствующие о том, что территория памятника значительно более протяжённая, чем считалось ранее (до 70 тыс. м²). На памятнике федерального значения Афонтова гора II обнаружены останки древних носорогов, мамонтов и бизонов.
На палеолитическом памятнике кокоревской культуры Афонтова гора-IV (Овражная) нашли кости 25 зайцев и позднепалеолитические орудия: скребла, скребки, ножи, резцы, чопперы, отбойники.

## Палеогенетика

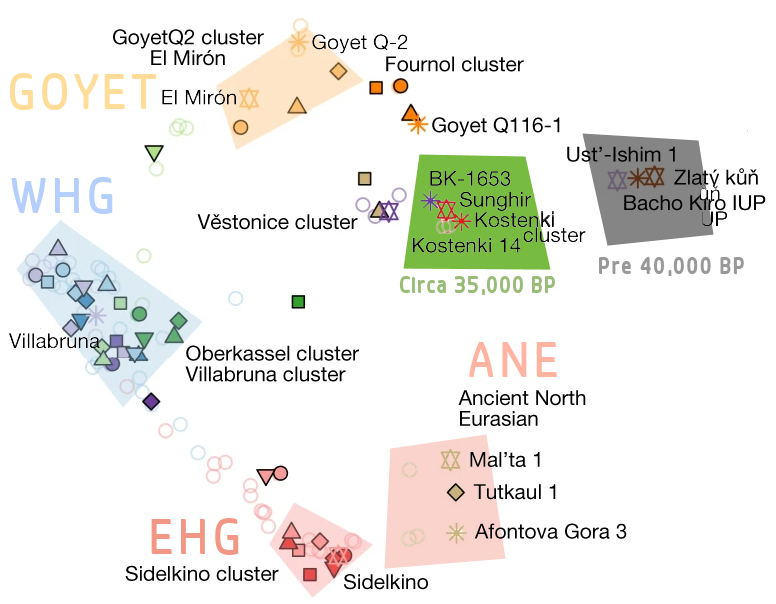
Генетическое положение древних северных евразийцев (Ancient North Eurasian)

В 2013 году были опубликованы результаты изучения ДНК индивида AG-2 (16,7 тыс. лет до настоящего времени) со стоянки Афонтова гора II, показавшие, что афонтовец был схож с мальчиком MA-1 со стоянки Мальта́ (Иркутская область) по аутосомам, но имел другую Y-хромосомную гаплогруппу Q1a1-F746, как у человека с Колымы из Якутии 10 000 лет назад; также человека из китайской провинции Хэнань 6000 лет назад; также палеогренландца культуры Саккак 4000 лет назад (по данным YFull). Общий предок всех их вряд ли жил сильно раньше 566 поколений назад.
У образца Афонтова гора 3 (AG-3), датируемого возрастом 16 930—16 490 лет назад, была определена митохондриальная гаплогруппа R1b.
По аутосомам, образцы со стоянок Афонтова гора II, Афонтова гора III и Мальта I (MA-1) имели общее происхождение и были сгруппированы вместе в мальтинский кластер. Генетически Афонтова гора III не ближе к Афонтовой горе II по сравнению с Мальтой I.
Фенотипический анализ показывает, что образец с Афонтовой горы III несёт производный аллель rs12821256 (KITLG SNP), ассоциирующийся со светлыми волосами у европейцев, что делает этот образец самым ранним человеком, известным как носитель этого производного аллеля.
В 2014 году на Афонтовой горе найдена нижняя челюсть человека, жившего 12—14 тыс. лет назад. Своеобразие материалов позднего палеолита позволило выделить на Енисее особую афонтовскую культуру, для которой характерны орудия на каменных отщепах с разнообразными костяными наконечниками, а также продукты микролитической индустрии.
В 2015 году у двух индивидов, живших на стоянке Афонтова гора в эпоху поздней бронзы (926—815 лет до н. э.), были обнаружены Y-хромосомная гаплогруппа R1a и митохондриальная гаплогруппа F1b.
Анализ распределения частот одонтологических признаков в сериях эпохи неолита с территории юга Западной Сибири показал, что антропологический состав населения на стоянках Афонтова гора II и Лиственка на Енисее связан с верхнепалеолитическим населением Алтае-Саянского нагорья.

## Коллекции
Основные коллекции с материалами памятников Афонтовой горы хранятся в Эрмитаже и Музее антропологии и этнографии РАН, в Минусинском краеведческом музее им. Мартьянова, в Красноярском краеведческом музее, лаборатории археологии Красноярского педагогического университета и др.

## Международный культурно-образовательный центр «Афонтова гора»
Проект создания международного культурно-образовательного центра «Афонтова гора» в Красноярске приостановлен. В музейный комплекс «Афонтова гора» могли войти гостиница, этнографическое кафе, Юдинский сад, Юдинская библиотека, археологическая стоянка под открытым небом «Афонтова гора», однако строительство нового моста через Енисей сделало данный проект маловероятным.